# Feliçment, jo soc una dona
Feliçment, jo soc una dona (originalment escrit Feliçment, jo sóc una dona) és una novel·la de Maria Aurèlia Capmany publicada el 1969. És una autobiografia fictícia de Carola Milà, de 68 anys, que explica la seva vida des d'un poble mallorquí.

## Context
Maria Aurèlia Capmany havia publicat dos anys abans La dona a Catalunya: consciència i situació, un assaig que va determinar un punt d’inflexió en la trajectòria i la perspectiva de Capmany amb relació a l'objecte d'estudi, la situació de les dones. L'autora pren consciència del seu propi feminisme i devetlla el de moltes dones (i homes) del seu temps, i les seves novel·les també canvien. A partir d'aquesta novel·la, els seus personatges femenins se’n surten, no se sotmeten i, si ho fan, acaben trobant la força d’alliberar-se, com a Feliçment, sóc una dona, amb el personatge de Carola i les seves metamorfosis.

## La novel·la
Al setembre de 1968 Capmany inicia a Mallorca –a la casa d’estiueig de Jaume Vidal Alcover…– la redacció de Feliçment…ː «ara que la vellesa se m’ofereix com un esplèndid mirador... ara que la tardor se m’ofereix tan meravellosa i sóc rica i feliç». Quedarà enllestida a l’octubre de l’any següent al mateix lloc.

### Títol i dedicatòria
La novel·la s'inicia amb paraules extretes de les Mémories de Rigolboche: «Ma 'carrure' et ma position m’ont crée une foule d’antagonistes, parmi mes compagnes surtout. Elles ont répandu sur moi plus de calomnies qu’il n’en faudrait pour faire pendre un homme. Heureusement que je suis une femme» [El meu prestigi i la meva posició m’han creat una pila d'antagonistes, especialment entre les meves companyes. Han propagat sobre mi més calúmnies que les que farien falta per penjar un home. Feliçment, jo sóc una dona]. I fa servir també aquesta última frase per donar títol a la novel·la. La traducció literal que fa Capmany de l’adverbi –heureusement per feliçment– és indicativa del doble sentit que hi vol donar.

### El pròleg
L’autora explica des del primer moment el que és la novel·la: un llibre de memòries. I el pròleg es presenta com a pròleg d’un llibre de memòries com les de Rigolboche (que també són unes memòries falses): «He decidit, doncs, començar en primera persona, després ja veurem. D’altra banda en Tudurí va tranquil·litzar-me l’altre dia dient-me que tota la novel·la picaresca està escrita en primera persona. Els novel·listes ho fan per fer-te creure que es tracta d’autèntiques confidències». Les suposades memòries van esdevenint novel·la, fins a les últimes ratlles, en què es diu –irònicament– que amb els fragments restants, els que ha escapçat l'editor Cosme Tudurí, un personatge també de dins de la història, ella en farà una novel·la.

### La forma narrativai la persona gramatical
L'editor li ha demanat «una cosa, en fi, entre Moll Flanders i les memòries d’Amadeu Hurtado». Capmany-Carola vol donar-hi l’aparença del gènere picaresc, un gènere que narra les aventures del murri, el personatge sense recursos que es val del seu enginy per triomfar. Un gènere que desemboca als segles XVIII i XIX en el Bildungsroman o novel·la de formació –com ara Moll Flanders–, en què els esdeveniments fan madurar el o la protagonista i forjar la seva personalitat. I efectivament, l’encapçalament dels capítols també emula les formes del relat picaresc i l'aparença d'autobiografia serveix per unir elements fragmentaris.
Les ‘falses’ memòries comencen en primera persona i la mantenen al llarg de tota l'obra, excepte en moments especialment dolorosos, en què es passa a la 3a persona. Carola és la narradora única del relat, tot i que té l’encàrrec i les directrius d’un home, l’editor Tudurí.

### Correlat història i novel·la
Un altre element significatiu i recurrent en les novel·les de Capmany és la relació entre el moment històric en què viu l'individu i la transformació que es va produint al llarg del relat. En el cas de Carola Milà, explicar la pròpia història (que comença amb el segle) és també l’ocasió d’explicar la història col·lectiva. I l’autora il·lustra amb el rerefons històric, els diferents episodis i circumstàncies de la vida de la protagonista.
En aquest sentit, crida l'atenció la ignorància que tot sovint expressa Carola sobre els esdeveniments històrics, polítics i de tota mena que es donen al seu entorn, en alguns casos molt rellevants. Quan s’expliquen sota el prisma de la protagonista, es presenten com a aldarulls, agitació, desordre... i la seva percepció és difusa, desinformada, pròpia d’un menor d’edat.

### Les diferents Caroles
El canvi de nom era habitual en les cortesanes del segle XIX, tant per escapar del seu passat,  com per fugir de la policia o també per contribuir a construir-se un prestigi. Les diferents identitats de la protagonista de la novel·la recorren un ampli repertori de tipologies femenines: mística, burgesa, obrera, prostituta, mantinguda, empresària autònoma..., diferents models d'acord amb les diferents tipologies de dona que van recorrent la vida de Carola, fins que ella pot prendre veritablement el timó de la seva vida.

### Els personatges
Entre els personatges femenins hi ha Teresa Bell-lloc de Pujades, l'àvia que l'envia a l'asil; les monges inflexibles del Col·legi del Bon Consell, que transmeten el model d’ideal femení; la dolçor de les dones que ensenyen i acompanyen –sovint serventes o minyones–, com la senyora Martina; les amigues veritables, com Maria Albiol, perduda a la joventut, i la Senyora Paquita Reinals, correlat de Francesca Bonnamaison, amb qui aprèn de mentir, i que serveix a l'autora per denunciar el feminisme conservador que empara l’Església, inevitablement encaminat a formar mares i esposes dòcils i submises. Totes aquestes dones serveixen de possibles referents de la protagonista, en la construcció de la seva identitat.
Entre els personatges masculins, que intenten fer de Carola Milà la dona que ells hi volen veure, hi ha els homes que poblen els carrers, que no tenen cap relació directa amb la protagonista, però miren, parlen, molesten, opinen, s’acosten massa, diuen obscenitats... Els homes vigilants, que segueixen, observen i censuren les actituds de la protagonista, ja siguin membres de la família (l’avi) o amics i empleats del amants. Hi ha els amants que estimen malament i exerceixen un control rigorós de Carola, com Esteve Plans, i alguns amics que justifiquen el paper dels homes, com el doctor Subietas, o altres que no es prenen mai les dones seriosament, com en Cosme Tudurí, i sempre donen instruccions.

## Conclusió
A Feliçment jo soc una dona, Maria Aurèlia Capmany fa un recorregut per les diverses possibilitats de «ser dona» que ofereix la societat catalana al llarg del segle xx, temps en què viu Carola Milà, que neix el primer dia del segle.
De fet, el que ens proposa Capmany és que la dona deixi de ser l'altre i es converteixi en subjecte de la seva història, per poder decidir en llibertat el seu esdevenir. I el primer pas que ha de fer per poder rebel·lar-se contra l’ordre establert és assumir que ha estat sotmesa. I Carola Milà resol el seu futur a la manera de les cortesanes: diners i llibertat, a costa del que sigui.